# Бахсытский наслег
Бахсытский наслег (якут. Бахсы нэһилиэгэ) — сельское поселение Чурапчинского улуса Якутии. 
Административный центр — село Толон.

## География
Географически находится в таёжной зоне. Центр наслега, село Толон, расположен в 89 км к северо-западу от села Чурапча (центра Чурапчинского улуса).

## История
Муниципальное образование установлено законом Республики Саха от 30 ноября 2004 года 173-З № 353-III..

## Состав сельского поселения
| № | Населённый пункт | Тип населённого пункта       | Население |
| - | ---------------- | ---------------------------- | --------- |
| 1 | Толон            | село, административный центр | ↗437      |
| 2 | Лебия            | село, административный центр | →0        |

## Население
| 2002 | 2010 | 2011 | 2012 | 2013 | 2014 | 2015 |
| ---- | ---- | ---- | ---- | ---- | ---- | ---- |
| 413  | ↗414 | →414 | ↘410 | ↘406 | ↘395 | ↗404 |
| 2016 | 2017 | 2018 | 2019 | 2020 | 2021 |      |
| ↗405 | ↘380 | ↘377 | →377 | ↘357 | ↗370 |      |